# Bank Al-Maghrib
El Bank Al-Maghrib (en árabe: بنك المغرب; en amazig estándar marroquí: ⴱⴰⵏⴽ ⵏ ⵍⵎⵖⵔⵉⴱ) es el banco central del Reino de Marruecos. Fue fundado en 1959 y tiene su sede central en Rabat. Custodia las reservas de divisa extranjera que, según estimaciones realizadas en el año 2008, ascienden a 36.000 millones de dólares. Aparte de emitir la moneda marroquí, el dirham, supervisa el mercado financiero de ese país.